# 1908 v loďstvech
Tento článek obsahuje významné události v oblasti loďstev v roce 1908.

## Lodě vstoupivší do služby
- leden –  Démocratie – predreadnought třídy Liberté

- únor –  Justice – predreadnought třídy Liberté

- 1. února –  Mississippi – predreadnought třídy Mississippi

- březen –  Liberté – predreadnought třídy Liberté

- 6. března –  SMS Gneisenau – pancéřový křižník třídy Scharnhorst

- 19. března –  New Hampshire – predreadnought třídy Connecticut

- 24. března –  Ikoma – bitevní křižník třídy Cukuba

- 1. dubna –  Idaho – predreadnought třídy Mississippi

- 22. dubna –  Hr. Ms. Jacob van Heemskerck – pobřežní bitevní loď

- 5. května –  SMS Schlesien – predreadnought třídy Deutschland

- červen –  Vérité – predreadnought třídy Liberté

- červen –  HMS Agamemnon – bitevní loď třídy Lord Nelson

- 6. července –  SMS Schleswig-Holstein – predreadnought třídy Deutschland

- 1. srpna –  Vittorio Emanuele – bitevní loď třídy Regina Elena

- 1. září –  Napoli – bitevní loď třídy Regina Elena

- říjen –  HMS Lord Nelson – bitevní loď třídy Lord Nelson

- listopad –  Jules Michelet – pancéřový křižník

- 17. prosince –  Roma – bitevní loď třídy Regina Elena